# Bán buôn
Bán buôn hay bán sỉ (phương ngữ miền Nam) là hình thức bán một khối lượng lớn hàng hóa cho các nhà bán lẻ, các người dùng công nghiệp, thương nghiệp hoặc các nhà bán buôn khác. Nói cách khác, bán buôn là bán hàng đến một đối tượng khách hàng không phải là khách hàng đơn lẻ thông thường.
Bán buôn thường áp dụng, hoặc nhằm vào các trung gian thương mại như tổng đại lý, đại lý các cấp. Những khách hàng mua với số lượng lớn như khách mua cho các dự án cũng có thể được áp dụng giá bán buôn.
Việc bán buôn thường làm xuất hiện một mức giá đặc biệt gọi là giá bán buôn.
Giá bán buôn có thể quy định kiểu bậc thang theo các mức khối lượng hàng bán ra nhằm khuyến khích tổng đại lý, đại lý mua nhiều mà vẫn đảm bảo sự cân bằng và công bằng về giá trong hệ thống thương mại. Tùy từng trường hợp mà giá bán sỉ (bán buôn) khác nhau với số lượng đơn hàng càng lớn thì giá gốc lấy càng rẻ.